# Patrick Gaubert
Patrick Gaubert (* 6. Juli 1948 in Paris) ist ein französischer Politiker der gaullistischen Union pour un mouvement populaire (UMP).

## Leben
Gaubert studierte Zahnmedizin.
Von 2004 bis 2009 war Gaubert Abgeordneter im Europäischen Parlament und gehörte dort der EVP-ED-Fraktion an. Von 2004 bis 2007 war er stellvertretender Vorsitzender des Ausschusses für bürgerliche Freiheiten, Justiz und Inneres, 2004 bis 2009 im Unterausschuss Menschenrechte. Mitglied war er von 2004 bis 2009 in der Delegation für die Beziehungen zu Israel und ab 2005 der Paritätischen Parlamentarischen Versammlung AKP-EU. 2006/07 gehörte er dem Nichtständigen Ausschuss zur behaupteten Nutzung europäischer Staaten durch die CIA für die Beförderung und das rechtswidrige Festhalten von Gefangenen an.
Von 1999 bis 2010 war er Präsident der Organisation Ligue Internationale Contre le Racisme et l’Antisémitisme.

## Preise und Auszeichnungen (Auswahl)
- Offizier der Ehrenlegion